# La Muela
La Muela és un municipi de l'Aragó situat a la província de Saragossa i enquadrat a la comarca de Valdejalón. En el terme municipal d'aquest municipi s'hi situen nombrosos parcs eòlics que han esdevingut un motor econòmic per a la població.